# Zespół zabytkowych piwnic w Pierzchnicy
Zespół zabytkowych piwnic – jeden z ewidencjowanych zabytków miasta Pierzchnica, w powiecie kieleckim, w województwie świętokrzyskim.

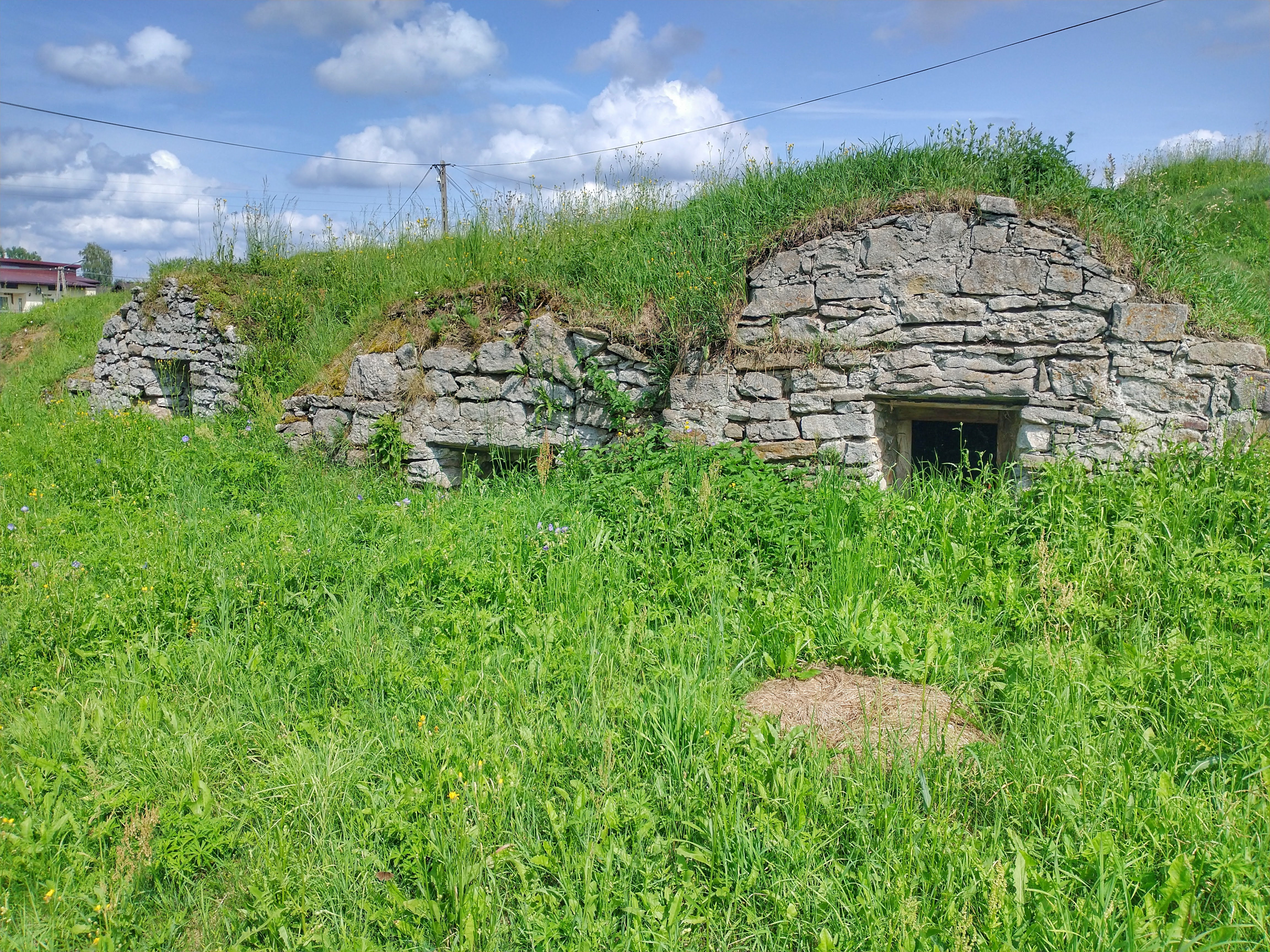
Wejścia do piwnic

Budowle znajdują się na Górze Piwnicznej. Miejscowość została zbudowana na podmokłym i piaszczystym terenie, dlatego nie można było podpiwniczać tam domów. Piwnice postanowiono więc wybudować na wspólnej ziemi nad rzeką. Pierwsze piwnice powstały zapewne już w XVIII wieku, a ostatnie na początku XX wieku.
Obiekty pełniły funkcję gospodarczą. Były w nich przechowywane warzywa, owoce ale i zapewne miód pitny. W miarę, gdy Pierzchnica się rozbudowywała, powstawało coraz więcej tych budowli. Przyjmuje się, że istniało ich około trzysta.
Zachowane piwnice w liczbie 83 sztuk, mają sklepienia kolebkowe i są izolowane ziemią pochodzącą z wykopów. Są wyposażone również w otwory wentylacyjne. Wnętrza posiadają do czterech metrów długości, trzech metrów szerokości i dwóch i pół metra wysokości. Były budowane z łomów wapiennych i łączone wapienną zaprawą.
Ze względów bezpieczeństwa, budynki te można oglądać jedynie z zewnątrz.